# Rudnia Marymonawa
Rudnia Marymonawa (biał. Рудня Марымонава; ros. Рудня-Маримонова, Rudnia-Marimonowa) – wieś na Białorusi, w obwodzie homelskim, w rejonie homelskim, w sielsowiecie Rudnia Marymonawa, nad Dnieprem.
Wieś graniczy z Rezerwatem Biologicznym „Dniepra-Sożski”.